# Грей, Джонни (легкоатлет)
Джон Ли Грей младший (англ. John Lee Gray Jr.; род. 19 июня 1960, Лос-Анджелес, Калифорния) — американский легкоатлет, специалист по бегу на средние дистанции. Выступал за сборную США по лёгкой атлетике в 1980-х и 1990-х годах, обладатель бронзовой медали летних Олимпийских игр в Барселоне, чемпион Игр доброй воли в Москве, двукратный чемпион Панамериканских игр, многократный победитель и призёр первенств национального значения. Тренер по лёгкой атлетике.

## Биография
Джонни Грей родился 19 июня 1960 года в Лос-Анджелесе, Калифорния.
Занимался лёгкой атлетикой во время учёбы в старшей школе Crenshaw High School, в Колледже Санта-Моники, в Университете штата Аризона и в Университете штата Калифорния в Лос-Анджелесе. Затем на протяжении большей части своей профессиональной карьеры представлял клуб Santa Monica Track Club.
В 1982 году стал серебряным призёром чемпионата США в беге на 800 метров.
В 1984 году вошёл в основной состав американской национальной сборной и удостоился права защищать честь страны на домашних летних Олимпийских играх в Лос-Анджелесе, где в финале 800-метровой дисциплины финишировал седьмым.
В 1985 году впервые одержал победу на чемпионате США.
В 1986 году защитил звание национального чемпиона, был лучшим на впервые проводившихся Играх доброй воли в Москве.
В 1987 году в третий раз подряд выиграл чемпионат США в беге на 800 метров, превзошёл всех соперников на домашних Панамериканских играх в Индианаполисе, тогда как на чемпионате мира в Риме остановился на стадии четвертьфиналов.
На Олимпийских играх 1988 года в Сеуле в финале пришёл к финишу пятым.
В 1990 году занял седьмое место на Играх доброй воли в Сиэтле.
На чемпионате мира 1991 года в Токио был в своей дисциплине шестым.
На Олимпийских играх 1992 года в Барселоне лидировал на первом круге финала, пробежав его в темпе выше мирового рекорда, но на втором круге сбавил скорость, и его обошли кенийцы Уильям Тануи и Никсон Кипротич. Таким образом, Грей завоевал бронзовую олимпийскую медаль.
В 1993 году на чемпионате мира в Штутгарте дошёл до полуфинала.
В 1994 году закрыл десятку сильнейших на Играх доброй воли в Санкт-Петербурге.
В 1996 году в возрасте 36 лет уже в шестой раз выиграл чемпионат США на дистанции 800 метров и прошёл отбор на Олимпийские игры в Атланте, где впоследствии финишировал седьмым.
На Играх доброй воли 1998 года в Юниондейле показал на финише пятый результат.
В 1999 году добавил в послужной список золотую награду, выигранную на Панамериканских играх в Виннипеге.
Пытался пройти отбор на Олимпийские игры 2000 года в Сиднее, но на отборочном турнире выступил недостаточно хорошо и на этом завершил спортивную карьеру.
Впоследствии проявил себя на тренерском поприще, в течение шести лет работал в школе Harvard-Westlake School, затем был помощником тренера Джанет Болден в легкоатлетических командах Калифорнийского университета в Лос-Анджелесе и Университета Центральной Флориды. Среди его подопечных такие известные американские бегуны как Хадевис Робинсон, Дуэйн Соломон и др. Успешно выступал на мастерских соревнованиях по лёгкой атлетике.
В декабре 2008 года введён в Зал славы лёгкой атлетики США.